# Ljubljanski potniški promet
Ljubljanski potniški promet ("Transporte de Pasajeros de Liubliana", abreviado LPP) es la empresa de transporte público que opera en Liubliana y sus alrededores (Eslovenia). Fue fundada en 1901.
Está gestionada por el holding Javni Ljubljana ("Holding Público Liubliana") y presta principalmente servicios de transporte público urbano e interurbano por autobús en la capital eslovena y sus cercanías, pero también de alquiler, reparación, inspección, homologación y matriculación de vehículos.

## Historia

### Tranvías (1901 a 1958)

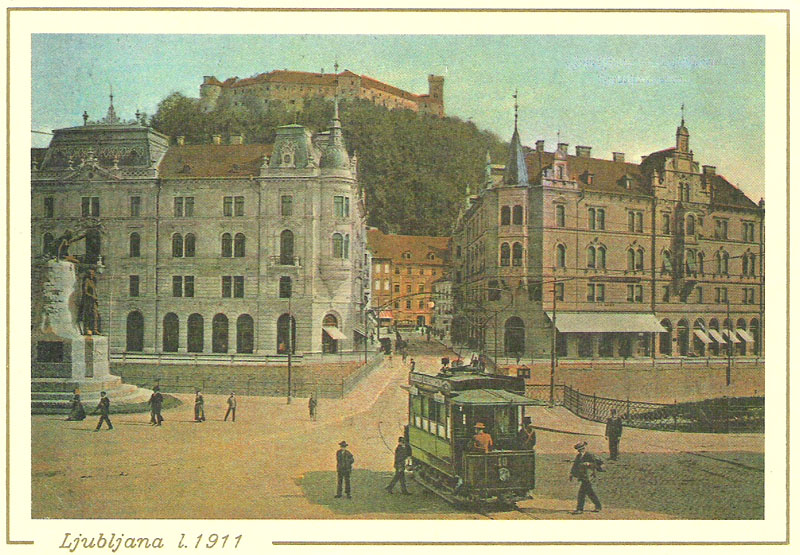
Tranvía en la plaza Marija (actual plaza Prešeren) en 1911

Cuando la ciudad de Liubliana contaba con 40.000 habitantes, las autoridades municipales decidieron introducir un sistema de transporte mecánico y en 1900 se creó la Splošna maloželezniška družba ("Compañía General de Pequeños Ferrocarriles"). La primera línea de tranvías comenzó a operar el 6 de septiembre de 1901 y el primer día se vendieron 6.400 billetes.
La empresa, que al principio era muy pequeña, contaba con 13 unidades motorizadas con un remolque y un automóvil (dedicado a esparcir sal durante las nevadas) y unos 64 empleados. Los tranvías contaban con 30 plazas, de las cuales 16 eran sentadas y 14 de pie. Las unidades podían viajar a una velocidad de 30 km/h. A finales de 1901, el tranvía había recorrido aproximadamente 136.000 km y transportado un total de 330.000 pasajeros.
En 1929, la empresa cambió su nombre por el de Električna cestna železnica ("Ferrocarril Eléctrico") y se procedió a la modernización de las vías y el material rodante. En 1940 el número de unidades era de 52 y las líneas del tranvía conectaban la ciudad con la periferia.

### Trolebuses (1951 a 1971)

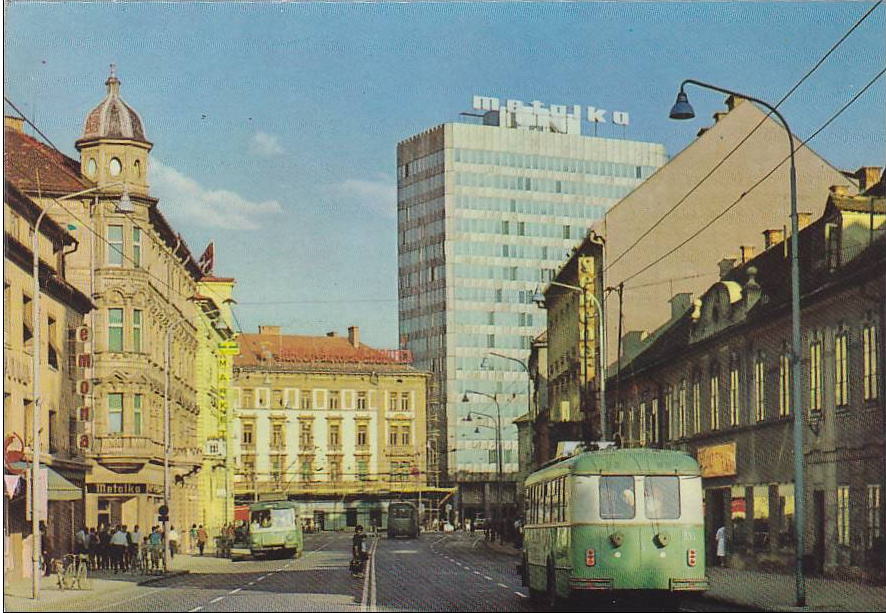
Trolebuses en Liubliana (1966)

Tras la Segunda Guerra Mundial, la ciudad de Liubliana se expandió rápidamente y el tranvía ya no era suficiente para satisfacer las necesidades de transporte de la población. Debido a la expansión del automóvil, fue preciso rediseñar el servicio de transporte público. En mayo de 1953, el comité ciudadano municipal creó una comisión que propuso como solución la sustitución de los tranvías por los trolebuses.
La puesta en servicio de los 53 trolebuses se realizó paulatinamente a partir de 1958. El último viaje en trolebús se efectuó el 20 de diciembre de 1958. Posteriormente, la empresa pasó a llamarse Ljubljana-Transport. Los trolebuses, al igual que los tranvías, también funcionaban con electricidad y, por tanto, dependían de las líneas eléctricas instaladas en la ciudad.
En aquellos años las líneas de trolebús operativas eran:
- línea 1: Vič - Vižmarje
- línea 6: Vič - Ježica
- línea 7: Litostroj - Ajdovščina
- línea 8: Litostroj - Črnuče

La experiencia del trolebús no resultó muy positiva en la ciudad, ya que se producían muchos problemas causados por la nieve y la lluvia, con frecuentes cortocircuitos. Con frecuencia, los pasajeros recibían descargas al entrar en contacto con las partes metálicas del trolebús, lo que obligó a abandonar los trolebuses para dar paso a los autobuses. El último viaje en trolebús tuvo lugar el 4 de septiembre de 1971, en la línea 1.

### Autobuses (de 1950 a la actualidad)

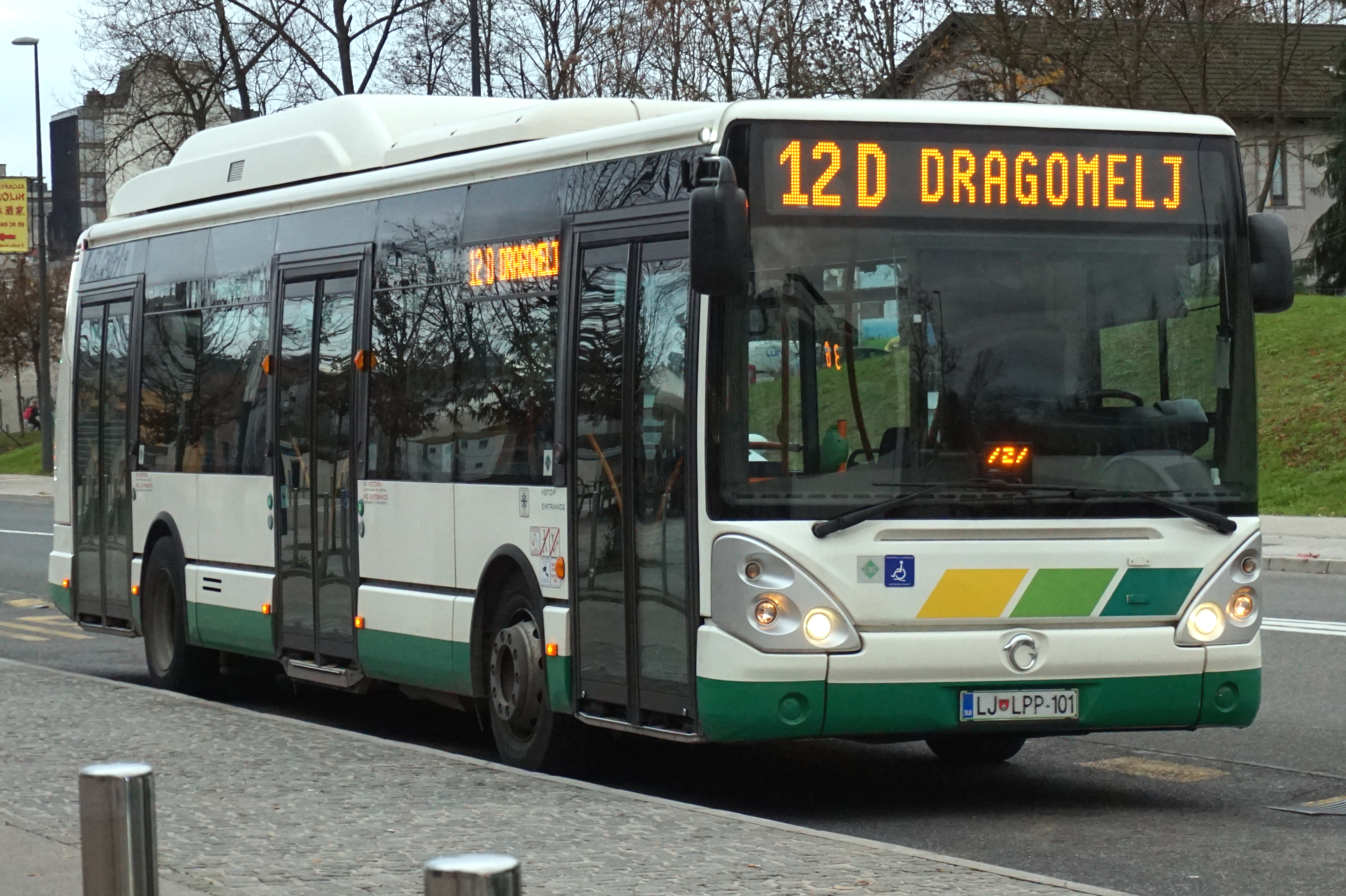
Irisbus Iveco Citelis 12 m CNG

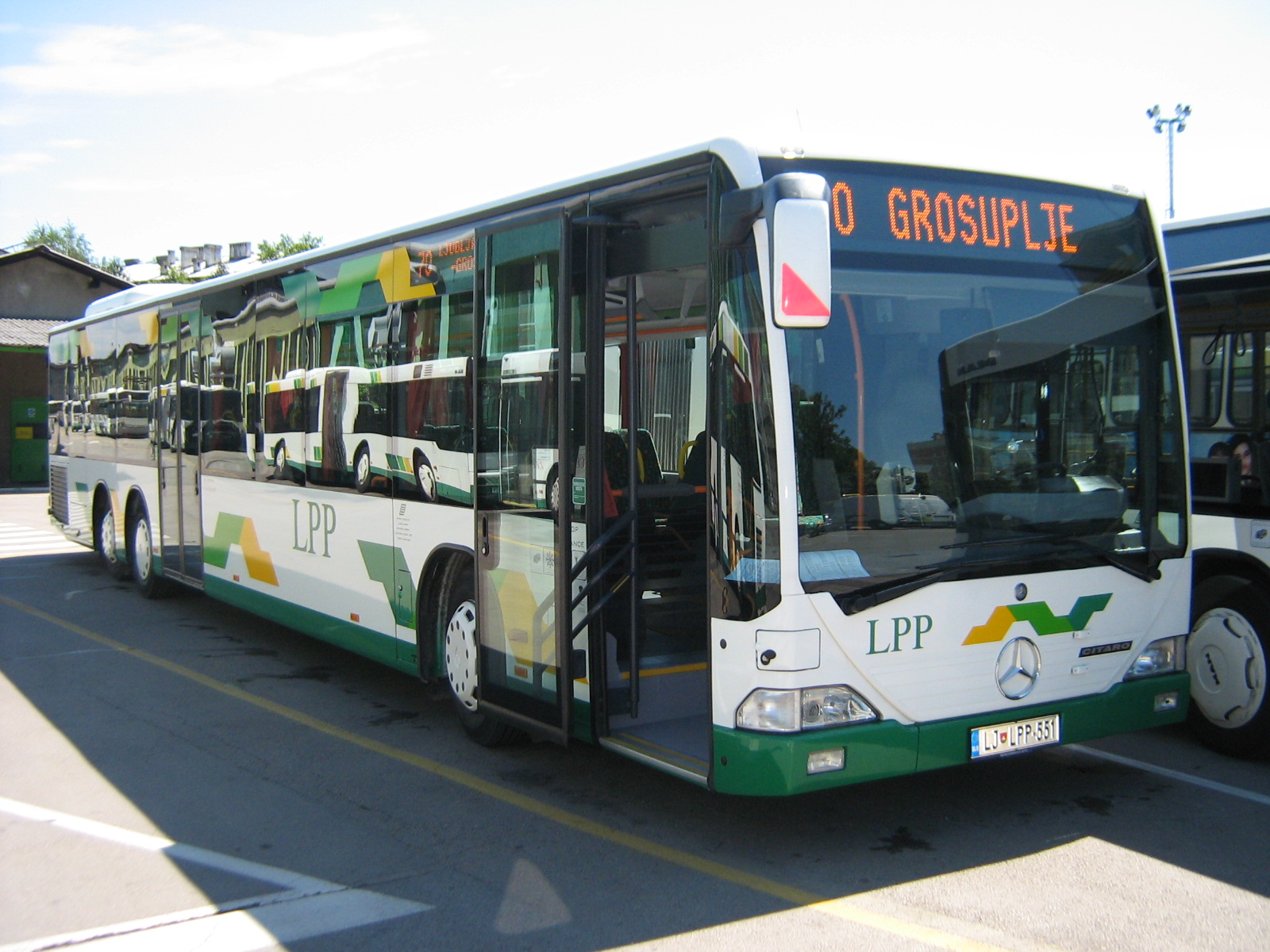
Mercedes-Benz Citaro II (O530)

Los años 60 y 70 supusieron un gran impulso para el transporte público, y la empresa, que en 1971 fue rebautizada con el nombre de Viator, expandió gradualmente su negocio por toda Eslovenia. Amplió sus actividades para incluir el transporte de mercancías, el transporte turístico y los taxis. Desde 1971, el transporte público en Liubliana se realiza exclusivamente en autobús.
En 1981, la empresa cambió de nombre para convertirse en la actual Ljubljanski potniški promet y, desde 1994, es una sociedad de responsabilidad limitada gestionada por el Ayuntamiento de Liubliana.

## Flota
En diciembre de 2018 la flota estaba compuesta por 213 vehículos, de los cuales 143 son autobuses articulados, 54 autobuses sencillos y 16 midibuses.

## Pago
Desde la puesta en circulación del tranvía, los billetes eran para un solo viaje. Se mantuvieron hasta finales de 1974, fecha en la que se introdujo un servicio de pago más moderno, con fichas y abonos mensuales. Sólo se podía acceder al vehículo por la puerta trasera, en la que se encontraba el revisor; la entrada por la puerta delantera estaba reservada a los pasajeros con abono mensual. Al suprimirse el puesto de revisor, los pasajeros sólo podían entrar por la puerta delantera, donde el conductor controlaba el pago. Al principio, los billetes eran de papel; posteriormente los sustituyeron las fichas de metal, que a su vez fueron reemplazadas por las de plástico, y con el tiempo las hubo de diferentes colores y formas. Las fichas se suprimieron el 1 de enero de 2010 y el pago en efectivo el 10 de mayo de 2010.
Hoy en día sólo es posible pagar con la tarjeta Urbana o con el teléfono móvil.